# Оттон I (король Греції)
Оттон І (грец. Όθων; 1 червня 1815, Зальцбург, Австрія — 26 липня 1867, Бамберг, Баварія) — перший король незалежної Греції із династії Віттельсбахів (1833—1862).

## Ранні роки
Другий син короля Баварії Людвига І та Терези Саксен-Хільдбурґхаузенської.Через свого далекого предка герцога Баварії Йоганна II вважався нащадком грецьких королів із візантійських династій Комнінів та Ласкарисів. Отримав добру освіту (серед його викладачів був Шеллінг), яку поповнив подорожами по Німеччині та Італії. Батько, шанувальник стародавньої Греції, був єдиним монархом того часу, що захоплювався грецьким повстанням, тож Оттон успадкував від батька симпатію до грецького народу.
7 травня 1832 Лондонська конференція обрала Оттона королем Греції, а 8 серпня грецькі Народні збори одностайно підтвердили це обрання. 6 лютого 1833 р. він урочисто вступив на грецький престол. Разом з ним із Баварії до Греції прибули три регенти: Армансперг, Маурер та Абель, для управління країною до його повноліття.
1 липня 1835 прийняв кермо влади в свої руки. У 1836 одружився з принцесою Амалією Ольденбурзькою.

## Політика короля

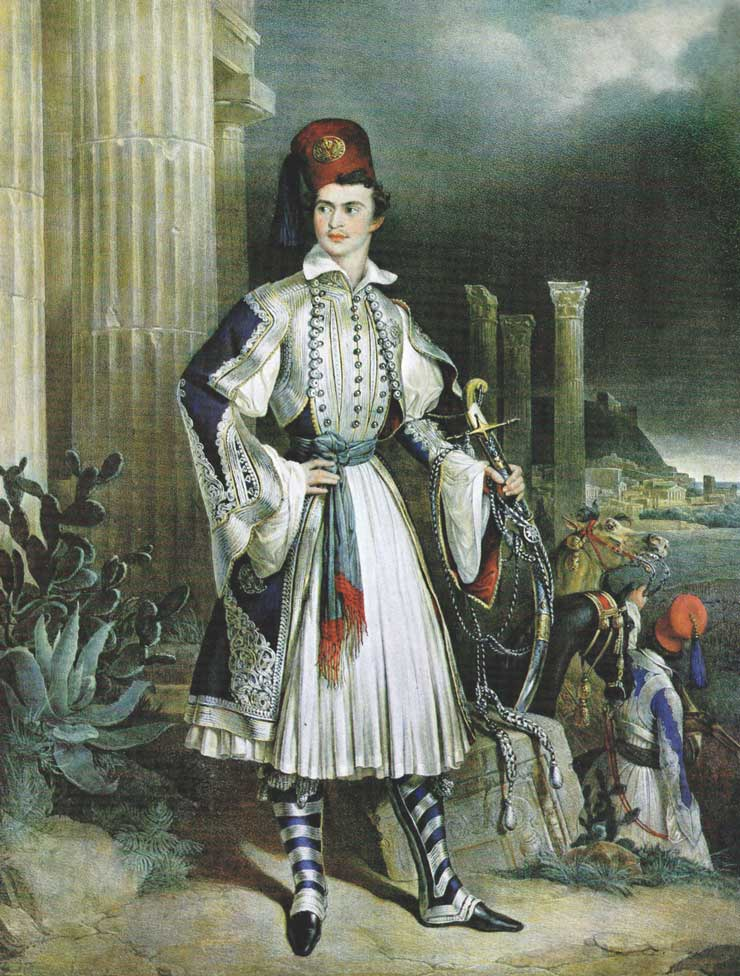
Портрет короля Оттона в національному грецькому вбранні

У 1834 переніс свою резиденцію до Афін, завдяки цьому місто почало бурхливо розвиватись. Дуже скоро було побудовано Королівський палац, закладено площу Синтагма (де пізніше зведуть Грецький парламент), а також, так звану Афінську трилогію: Афінський університет, Національну бібліотеку та Афінську академію. У наступні десятиліття також за ініціативи короля Оттона було закладено Національний парк, Заппіон (і нині діє як конференц-хол), а також стадіон Панатінаїкос, у якому відбулись перші відроджені олімпійські ігри у 1896 р.
Оттон відкривав університети та інші навчальні заклади. Саме Оттон заснував Афінський політехнічний університет. Взагалі виявляв добрі наміри, але не виявив ні самостійності переконань, ні здібностей державного управління.
Захоплення ідеалами давньогрецької боротьби за свободу не заважали йому співчувати усім реакційним прагненням і духу централізації, що охопили правлячі кола Греції. Навіть тут він не виявив самостійності та постійно підпадав під вплив різних партій: спочатку баварської, потім російської, французької та англійської. Переляканий революцією 1848 р., він присягнув на вірність конституції, але пізніше управління було суцільним ланцюгом її систематичних порушень.

### Прийняття Конституції
У результаті антикатолицького, та зрештою антибаварського повстання у країні, 1843 р. була прийнята Конституція, яка визначала, що наступником Оттона, спадкоємцем грецького престолу може бути тільки православний.
У Греції був започаткований парламент, який обирався раз на три роки та був уповноважений обирати міністрів. Першим конституційним прем'єр-міністром Греції став Андреас Метаксас, сподвижник Каподистрії та Колокотроніса.
Конституція також проголошувала свободу друку і зборів, рівноправність усіх громадян перед законом.

## Спадкоємці

Могила Оттона (Мюнхен).

Шлюб Оттона і Амалії Ольденбурзької залишився бездітним. Тому їм було необхідно вибрати спадкоємця престолу; Амалія бажала принца з Ольденбурзької династії, проте король наполіг на кандидатурі свого брата Адальберта, що викликало сімейний розлад.
Король Оттон був скинутий з престолу революцією 1862 р. Він добровільно, без боротьби, залишив Грецію, але прямо не відрікся від корони і згодом двічі заявляв про своє бажання зайняти престол. Він повернувся на батьківщину і жив у Бамберзі.